# Pleuroploca ponderosa
Pleuroploca ponderosa is een slakkensoort uit de familie van de Fasciolariidae. De wetenschappelijke naam van de soort is voor het eerst geldig gepubliceerd in 1850 door Jonas.